# Mason City (Nebraska)
Mason City és una població dels Estats Units a l'estat de Nebraska. Segons el cens del 2000 tenia 178 habitants.

## Demografia
Segons el cens del 2000, Mason City tenia 178 habitants, 72 habitatges, i 49 famílies. La densitat de població era de 146,2 habitants per km².
Dels 72 habitatges en un 30,6% hi vivien nens de menys de 18 anys, en un 61,1% hi vivien parelles casades, en un 4,2% dones solteres, i en un 30,6% no eren unitats familiars. En el 26,4% dels habitatges hi vivien persones soles el 20,8% de les quals corresponia a persones de 65 anys o més que vivien soles. El nombre mitjà de persones vivint en cada habitatge era de 2,47 i el nombre mitjà de persones que vivien en cada família era de 3,02.
Per edats la població es repartia de la següent manera: un 27% tenia menys de 18 anys, un 5,6% entre 18 i 24, un 19,1% entre 25 i 44, un 24,2% de 45 a 60 i un 24,2% 65 anys o més.
L'edat mediana era de 44 anys. Per cada 100 dones de 18 o més anys hi havia 80,6 homes.
La renda mediana per habitatge era de 26.719 $ i la renda mediana per família de 29.792 $. Els homes tenien una renda mediana de 24.750 $ mentre que les dones 21.786 $. La renda per capita de la població era de 12.881 $. Aproximadament l'11,1% de les famílies i el 13,3% de la població estaven per davall del llindar de pobresa.

## Poblacions més properes
El següent diagrama mostra les poblacions més properes.